# Larry (kat)
Larry (Londen, ca. januari 2007) is een Engelse huiskat die sinds 2011 Chief Mouser is bij het Cabinet Office op 10 Downing Street. Hij wordt verzorgd door personeel van Downing Street en is niet het persoonlijke eigendom van de premier van het Verenigd Koninkrijk. Larry heeft op 10 Downing Street gewoond tijdens de premierschappen van zes premiers: David Cameron, Theresa May, Boris Johnson, Liz Truss, Rishi Sunak en Keir Starmer. Hij is de eerste kat die officieel de titel Chief Mouser heeft gekregen.

## Biografie
Larry werd rond januari 2007 geboren in Londen.